# Patenthinder för NiMH-batterier i bilindustrin

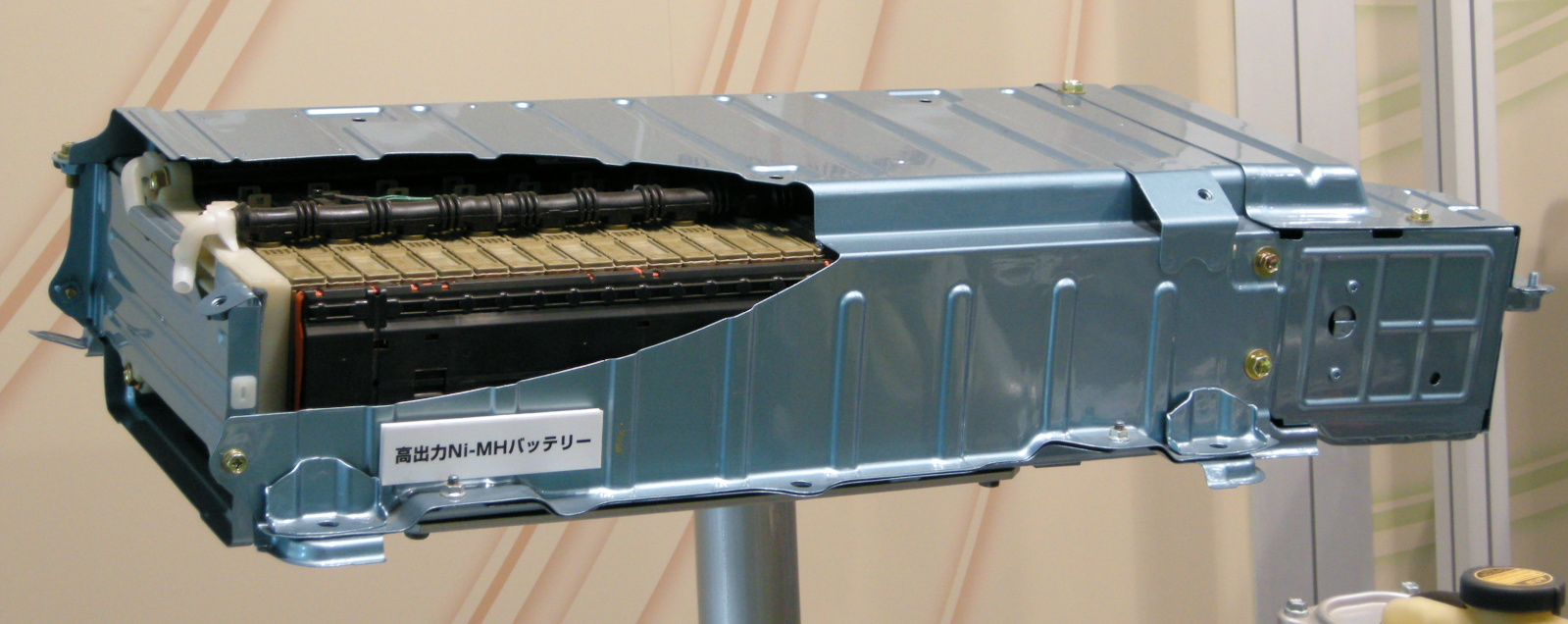
Högeffekts NiMH-batteri för en Toyota Prius.

Patenthinder för NiMH-batterier i bilindustrin är ett påstående att tekniken inte licensieras ut till andra tillverkare än de som har patenten och att kontraktstillverkning endast sker vid väldigt stora volymer. Patenten för tillverkningen av stora NiMH-batterier har ägts av GM, Texaco och Chevron sedan 1995. I dokumentären Vem dödade elbilen? säger Stanford Ovshinsky, en av grundarna av NiMH-batterier, att företag som GM, Ford och Chrysler bildade USABC (US Auto Battery Consortium) för att förhindra spridningen av NiMH-batterier.

## Bakgrund
NiMH-batterier har i regel högre energidensitet än blyackumulatorer men lägre än moderna litiumjonbatterier. De är relativt billiga och var tidigt (och är fortfarande) en bra kandidat för batterier i el- och hybridbilar. Denna typ av batterier planerades exempelvis att installeras i en revision av GMs elbil EV1, vilket aldrig inträffade. GM hade köpt rättigheterna till tekniken men sålde vidare till oljebolaget Texaco, som sedan köptes av Chevron. De finns i Toyota Prius.